# Cametá
Cametá város Brazíliában, Pará államban. Lakosainak száma 134 184 fő (2022). Cametá Limoeiro do Ajuru, Igarapé-Miri, Mocajuba és Oeiras do Pará községekkel határos.

## Népesség
A település népességének változása:
| Lakosok száma | 97 624 | 132 515 | 139 364 | 140 814 | 134 184 |
|               | 2000   | 2016    | 2020    | 2021    | 2022    |